# O Homem Nu (Lévi-Strauss)
O Homem Nu (no original em francês, L'Homme Nu) é um ensaio escrito pelo antropólogo, etnólogo e filósofo francês Claude Lévi-Strauss, publicado em 1971 na França, pela editora Plon.
É o quarto e último volume integrante da tetralogia Mitológicas.